# Elisabeth Lager
Kerstin Birgitta Elisabeth Levin Lager, född 29 juni 1961, är en svensk jurist som var lagman i Norrköpings tingsrätt från 2019 till 2023.
Lager var 1999 chefsjurist vid Överstyrelsen för civil beredskap. Hon utnämndes till lagman i Norrköpings tingsrätt 21 mars 2019, efter att varit chefsjurist på Kriminalvården.